# Visovac (Murvenjak)
Maslinjak je nenaseljeni otočić između Murtera i Murvenjaka.
Površina otoka je 17.376 m2, duljina obalne crte 478 m, a visina 25 metara.